# 이도형 (인천광역시의원)
이도형(李道炯, 1975년 8월 15일~)은 대한민국의 대학교수 겸 정치인이다. 제6·7대 인천광역시의회 시의원을 지냈다. 제6대 인천광역시의회에서는 광역의회 중 전국에서 최연소로 상임위원장(건설교통위원장)을 지냈다.
제19대 국회의원 선거에 국민의당 인천 계양구(갑) 예비후보로 출마했다. 국민의당 디지털소통위원장과 대선기획단 대변인을 역임했다.
이후 방송 및 칼럼니스트로 활동하고 있으며 홍익정경연구소장, 인천스마트모터산업진흥원장, 청운대학교 교수로 재직하고 있다. 2023년 2월 1일부터 매일 아침 7시부터 9시까지 경인방송 iFM 90.7MHz '까칠한 시선 이도형입니다' 시사프로그램을 진행하고 있다.

## 학력
- 서산초등학교(76회) 졸업
- 서산중학교(41회) 졸업
- 공주대학교 사범대학 부설고등학교(36회) 졸업
- 성균관대학교 법학 학사
- 인천대학교 대학원 정치학 석사
- 인천대학교 대학원 정치학 박사 수료

## 경력
- 제6대, 제7대 인천광역시의회 시의원
- 제17대(2006.02.~2008.06.), 제18대(2008.07.~2010.06.), 제19대(2016.04.~2016.06.) 국회의원 보좌관
- 수도권교통본부조합회의 제5기 의장
- 인천지방검찰청 형사조정위원회 위원
- 인천경찰청 특별승진심사위원회 위원
- 경인교육대학교 인천캠퍼스 발전위원회 위원장
- 인천대학교 인천학연구원 운영위원
- 국민의당 디지털소통위원장
- 국민의당 대선기획단 대변인
- 국민정책연구원 객원연구위원
- 인천광역시부평구시설관리공단 이사회 의장
- 인천교통공사 비상임이사
- 인천교통공사 임원추천위원회 위원장
- 홍익정경연구소 연구소장
- 인천일보, 경기일보 칼럼니스트
- OBS경인TV 뉴스 오늘 고정패널
- LG헬로비전 북인천방송 패널
- SK브로드밴드 인천방송 패널
- 인천동구장학재단 부이사장
- 인천스마트모터산업진흥원 원장
- 한국산업단지공단 전문위원
- 청운대학교 산학협력단 연구교수
- 경인방송 iFM '까칠한 시선' 앵커

## 의정활동
- 인천광역시의회 제6대(1기) 건설교통위원회 제1간사
- 인천광역시의회 제6대(1기) 예산결산특별위원회 제1간사
- 인천광역시의회 제6대(1기) 의회운영위원회 위원
- 인천광역시의회 제6대(2기) 건설교통위원회 위원장
- 인천광역시의회 제7대(1기) 결산검사위원회 위원
- 인천광역시의회 제7대(1기) 건설교통위원회 위원
- 인천광역시의회 제7대(2기) 윤리특별위원회 위원

## 병역
- 육군 제3사단 병장 만기제대

## 수상
- 국회의장(2010), 환경부 장관(2012), 대통령 표창(2014)
- 매니페스토 약속대상 최우수상(2010/2011/2014)
- 인천 YMCA 의정활동 우수의원(2012/2013/2015)
- 제11회 한국지방자치학회 우수조례상(2015)

## 역대 선거 결과
|  | 49.30% |

|  | 52.57% |